# Zjazd Górski w Sanoku

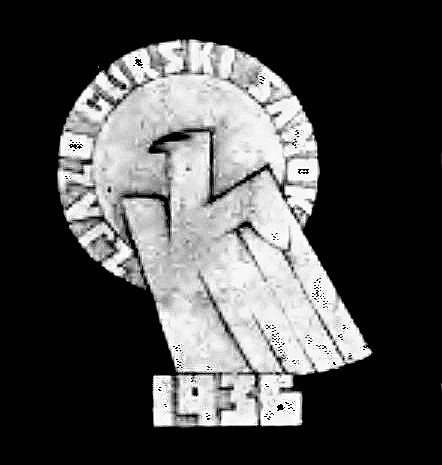
Odznaka zjazdowa

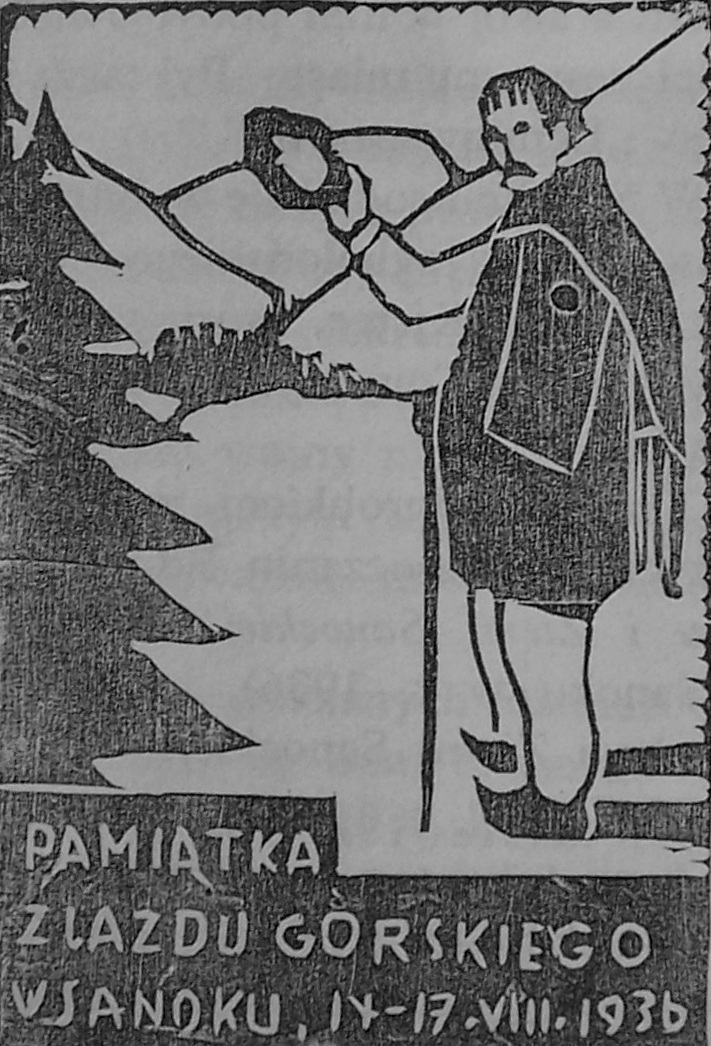
Pamiątka zjazdowa

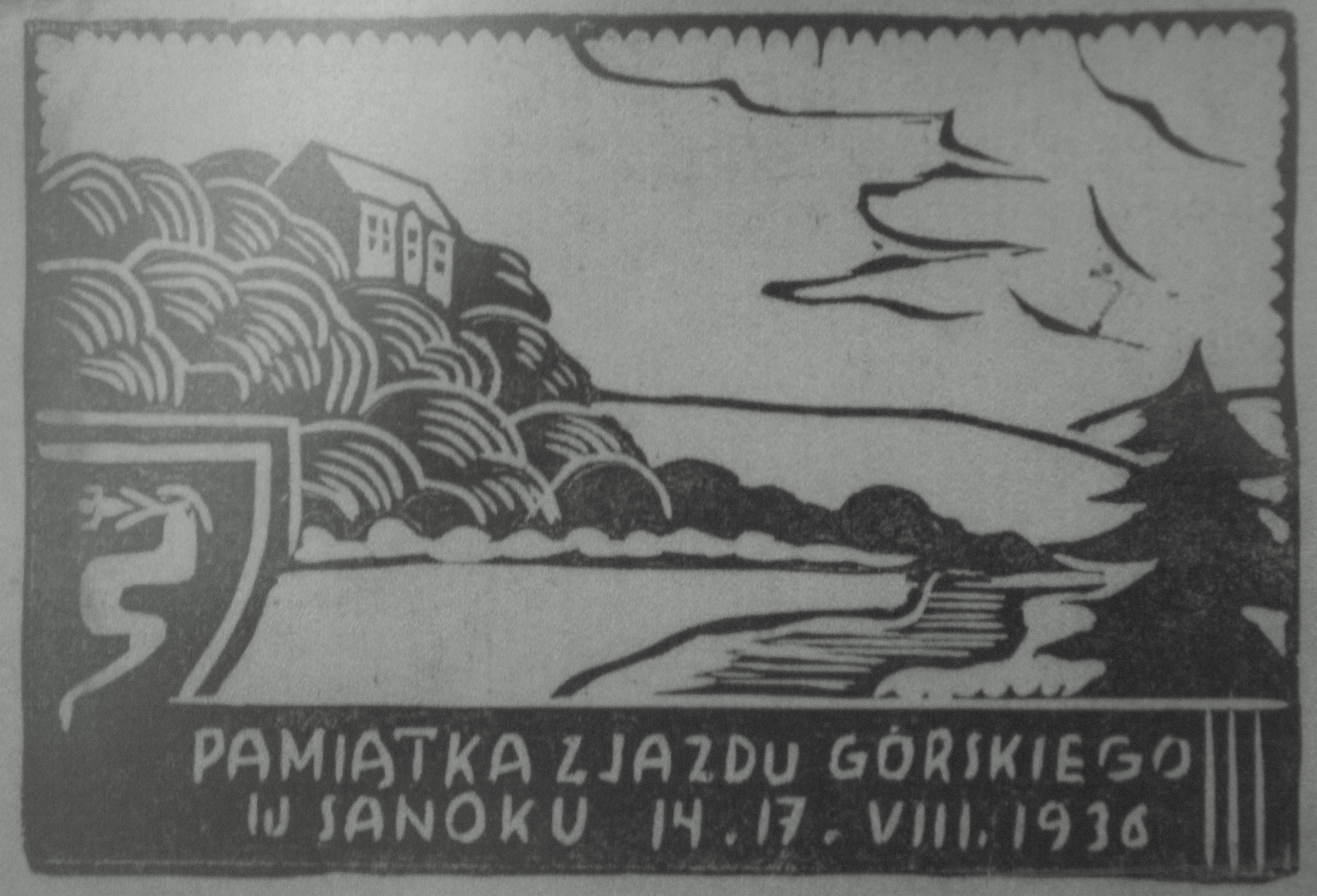
Pamiątka zjazdowa

Zjazd Górski w Sanoku (także jako Zjazd Ziem Górskich i Święto Gór) – ogólnopolski zjazd przedstawicieli ludów góralskich, zamieszkujących obszary karpackie II Rzeczypospolitej, zorganizowany w Sanoku w dniach 14–17 sierpnia 1936.
W czerwcu 1936 zarząd wykonawczy komitetu „Święto Gór” podjął decyzję, że Zjazd Górski w 1936 odbędzie się w Sanoku w dniach 14–18 sierpnia 1936 (ponadto zdecydowano, że wielkie imprezy tego typu – na wzór zjazdu w Zakopanem w 1935 – będą odbywać się odtąd co dwa lata).
Zjazd Górski w Sanoku stanowił kontynuację imprezy pod nazwą „Święto Gór” z 1935, które zostało zorganizowane z inicjatywy Polskiego Towarzystwa Tatrzańskiego, Związku Podhalan oraz Towarzystwa Przyjaciół Huculszczyzny i zgromadziło w Zakopanem ok. 30 000 uczestników. Ponadto wcześniej zorganizowano w Polsce „Święto Huculszczyzny”.
W 1936 Komitet „Święta Gór” postanowił, iż następny Zjazd Górski odbędzie się w Sanoku. Przewodniczącym Komitetu Głównego został gen. Tadeusz Kasprzycki, zastępcą płk. Aleksander Bobkowski, wśród członków był m.in. wojewoda lwowski Władysław Belina-Prażmowski, przewodniczącym wydziału wykonawczego został Kazimierz Zaczek, wiceprzewodniczącym Franciszek Znamirowski, a wśród członków był płk. Zygmunt Cšadek, zaś w sanockim komitecie zasiedli m.in. starosta Wojciech Bucior, wicestarosta Józef Trznadel, burmistrz Jan Rajchel, wiceburmistrz Maksymilian Słuszkiewicz, Roman Wajda, Antoni Dorosz, Bolesław Skwarczyński, mjr Jan Matuszek, Ludwik Jasiński, Franciszek Moszoro. Współorganizatorami Zjazdu były Towarzystwo Przyjaciół Ziemi Sanockiej i 2 Pułk Strzelców Podhalańskich stacjonujący w Sanoku. Do organizacji Zjazdu przyczynił się sanocki oddział Polskiego Towarzystwa Tatrzańskiego, do którego reaktywacji działalności przyczynił się Izydor Wagner, starosta powiatu sanockiego, urzędujący do stycznia 1936.
Zjazd odbył się w Sanoku w dniach 14–17 sierpnia 1936. Uczestniczyli w nim przedstawiciele górali z całego obszaru ówczesnej II Rzeczypospolitej. Reprezentowane były regiony: łemkowski, orawski, limanowsko-sądecki, żywiecko-śląski, spiski, huculski, podhalański. Na zjeździe obecni byli przedstawiciele polskich i ruskich górali, w tym Łemkowie, Bojkowie, Huculi i górale z grupy samborskiej.
Symbolicznym zainicjowaniem zjazdu było rozpalenie ognisk na podsanockich wzgórzach wieczorem 14 sierpnia 1936. Drugi dzień, 15 sierpnia rozpoczął się od pobudki, wykonanej przez orkiestry sześciu ówczesnych pułków podhalańskich, następnie została odprawiona msza święta polowa, po której odbyła się uroczysta defilada uczestników zjazdu. W jego trakcie odbyły się także m.in. kiermasz, jarmark, festyn, zabawy ludowe, konkurs orkiestr pułków podhalańskich zakończony festiwalem orkiestr, wieczornica prezentująca tańce, pieśni i obrazy sceniczne oparte na zwyczajach ludowych przedstawicieli zjazdu, występy, odczyty, wystawy, zjazd automobilowy, wzlot balonowy (balony „Sanok” i „Mościce”, wykonane w sanockiej fabryce), parada kolorowych łodzi, puszczanie wianków na Sanie; ponadto ekspozycje przygotowało Muzeum Ziemi Sanockiej, został otwarty fragment drogi Komańcza-Jaśliska o długości 24 km, odbywały się wycieczki turystyczne i zwiedzanie ziemi sanockiej. W ostatnim dniu Zjazdu odbyło się „Święto Pracy” w okolicach Załuża (w tym czasie oddano do użytku drogę Załuż-Monasterzec; inicjatorem budowy dróg w tym czasie był Jan Nepomucen hr. Potocki).
Imprezy odbywały się na terenie obecnej dzielnicy Błonie, w Domu Żołnierza Polskiego, w parku miejskim, na obiektach Towarzystwa Gimnastycznego „Sokół” w Sanoku, na stadionie miejskim.
Wśród gości zjazdu byli: gen. Tadeusz Kasprzycki, wojewoda lwowski Władysław Belina-Prażmowski, Jan Parandowski, Gustaw Morcinek, Tadeusz Sulimirski.
Zjazd stanowił promocję Sanoka i ziemi sanockiej. Był największą imprezą i wydarzeniem okresu międzywojennego w Sanoku. Z tej okazji wydano publikację pt. Przewodnik po Sanoku i Ziemi Sanockiej autorstwa Edmunda Słuszkiewicza. Organizacja zjazdu w Sanoku przyczyniła się do zwrócenia uwagi na miasto i jego okolice, także w kontekście m.in. nieuwzględnienia go w dotychczasowych planach rozwoju regionu. Zjazd przyczynił się do integracji ludów górskich i szerszego włączenia się ich przedstawicieli w życie społeczne kraju. Zjazd odwiedziło ok. 20 tys. uczestników. Na czas imprezy wprowadzono w regionie zniżki na przejazdy kolejowe. Podczas zjazdu wyłoniła się inicjatywa, która zaowocowała powstaniem Związku Ziem Górskich. Jako wyraz uznania ze strony urzędników dla wysokiego poziomu organizacji, do Rady Naczelnej Związku Ziem Górskich został wybrany burmistrz Jan Rajchel. W odpowiedzi sanoccy organizatorzy wydali pamiątkowe odznaki i przekazali gen. Tadeuszowi Kasprzyckiemu postulaty miasta dotyczące sądu okręgowego i liceum. W 1938 Rada Miasta otrzymała odznakę honorową od 2 Pułku Strzelców Podhalańskich.
Celem upamiętnienia wydarzenia Miejska Biblioteka Publiczna im. Grzegorza z Sanoka w Sanoku zorganizowała w dniach od 19 sierpnia do 30 września 2016 w swojej siedzibie wystawę pt. „Zjazd Górski. Sanok 1936 – Sanok 2016”. W nawiązaniu do Zjazdu Górskiego został zorganizowany w Sanoku II Zjazd Karpacki „Karpaty – Góry Kultury” w dniach 24–28 sierpnia 2016.